# Aritmeticko-geometrická posloupnost
Aritmeticko-geometrická posloupnost je posloupnost, která je součinem aritmetické a geometrické posloupnosti, neboli posloupnost daná předpisem
{\displaystyle a_{n}=(a+bn)q^{n}},
kde {\displaystyle n\in \mathbb {N} ,a,b,q\in \mathbb {R} .}

## Příklad
Příkladem aritmeticko-geometrické posloupnosti je
{\displaystyle a_{n}=n\cdot 2^{n}=2,8,24,\dots .}

## Vlastnosti
Protože konstantní posloupnost (samých jedniček) je zároveň aritmetická i geometrická, je aritmeticko-geometrická posloupnost zobecněním obou těchto elementárních typů posloupností.
Posloupnost částečných součtů lze najít poměrně snadno podobným postupem jako v případě geometrické posloupnosti.

## Použití
A.-g. posloupnosti se vyskytují jako řešení lineárních rekurentních rovnic 2. a vyššího řádu s konstantními koeficienty v případě násobného kořene charakteristické rovnice.
Vyskytují se v praxi například ve financích při výpočtu počáteční nebo koncové hodnoty aritmeticky rostoucích nebo klesajících důchodů.